# Maria Vittoria d'Arenberg
Principessa Maria Vittoria d'Arenberg (Marie Victoire Pauline; Bruxelles, 26 ottobre 1714 – Strasburgo, 13 aprile 1793) fu un membro del Casato di Arenberg ed in seguito la Margravina di Baden-Baden come consorte di Augusto Giorgio di Baden-Baden. È accreditata per la sua natura caritatevole nell'aver istituito vari ordini religiosi nella sua adottiva Baden-Baden, dove era nota come Maria Viktoria.

## Biografia
Maria Vittoria nacque a Bruxelles come figlia maggiore di Leopoldo Filippo, Duca di Arenberg. Sua madre Maria Ludovica Francesca Pignatelli, era una nipote di Ottone Enrico del Carretto comandante dell'Esercito Imperiale come suo padre. In quanto membro del Casato di Arenberg, le era il trattamento di Altezza Serenissima riflettendo lo status degli Arenberg di principi del Sacro Romano Impero.
Era la maggiore di sei figli, il suo unico fratello sopravvissuto era Carlo Maria Raimondo, Duca di Arenberg, un altro illustre membro dell'esercito imperiale. Fu un'amica di infanzia della futura Imperatrice Maria Teresa.
Era una cugina di Maria Henriette de La Tour d'Auvergne,  moglie del Conte Palatino Giovanni Cristiano e madre dell'ultimo elettore Wittelsbach di Baviera.
Maria Vittoria ricevé una rigida educazione cattolica ed in età avanzata, impiegò gran parte della sua fortuna personale in fondazioni benefiche legate alla Chiesa cattolica. Fu anche attiva nella cura dei bambini e l'educazione cattolica delle giovani donne. Ebbe inoltre una buona educazione in musica e nelle arti.
Il 7 dicembre 1735 sposò il Margravio Augusto Giorgio di Baden-Baden, figlio minore di Luigi Guglielmo di Baden-Baden e Sibilla di Sassonia-Lauenburg. Originariamente destinato alla Chiesa, egli lasciò la sua carriera ecclesiastica nel 1735. Egli era il fratello del regnante Margravio Luigi Giorgio di Baden-Baden.
Il matrimonio rimase senza figli. Alla morte di suo cognato Luigi Giorgio nel 1761, suo marito successe come margravio rendendo Maria Vittoria, nota come Maria Viktoria in Germania, la donna più importante alla corte di Baden-Baden sbalzando la vedova di Luigi Giorgio Maria Anna Giuseppa di Baviera, sorella di Massimiliano III Giuseppe, Elettore di Baviera.
Quando era Margravina, fondò un coro agostiniano per le donne di Rastatt, la sede principale dei sovrani di Baden-Baden. Suo marito morì nel 1771 senza lasciare eredi propri e quindi Baden-Baden andò a Carlo Federico, Granduca di Baden, lasciando Maria Viktoria senza una casa.
Si trasferì da Rastatt e prese residenza a Ottersweier dove fondò un convento. Nella scuola del convento le ragazze apprendevano tutte le competenze di cui avrebbero bisogno come future madri e insegnanti. Nel 1767 lasciò in eredità la maggior parte del suo patrimonio ad una fondazione per preservare la scuola dopo la loro morte.
Morì a Strasburgo all'età di 78 anni. Fu sepolta nella Stiftskirche a Baden-Baden accanto a suo marito.

## Ascendenza
|                                                         |                                        |                                                              | Genitori                                                     |  |  | Nonni |  |  | Bisnonni                           |  |  | Trisnonni                              |  |
|                                                         |                                        |                                                              |                                                              |  |  |       |  |  | Charles Eugène, II duca d'Arenberg |  |  | Philippe-Charles, III conte d'Arenberg |  |
|                                                         |                                        |                                                              |                                                              |  |  |       |  |  | Charles Eugène, II duca d'Arenberg |  |  | Philippe-Charles, III conte d'Arenberg |  |
|                                                         |                                        | Maria Cleopha von Hohenzollern-Sigmaringen                   |                                                              |  |  |       |  |  | Charles Eugène, II duca d'Arenberg |  |  |                                        |  |
| Philippe Charles François, III duca d'Arenberg          |                                        |                                                              |                                                              |  |  |       |  |  | Charles Eugène, II duca d'Arenberg |  |  |                                        |  |
|                                                         |                                        | Marie Henriette de Cusance et de Vergy, marchesa di Varambon | Claude-François de Cusance, barone di Belvoir e Saint-Julien |  |  |       |  |  |                                    |  |  |                                        |  |
|                                                         |                                        | Marie Henriette de Cusance et de Vergy, marchesa di Varambon | Claude-François de Cusance, barone di Belvoir e Saint-Julien |  |  |       |  |  |                                    |  |  |                                        |  |
|                                                         |                                        | Marie Henriette de Cusance et de Vergy, marchesa di Varambon | Ernestine van Witthem, contessa di Walhain                   |  |  |       |  |  |                                    |  |  |                                        |  |
| Léopold Philippe, IV duca d'Arenberg                    |                                        | Marie Henriette de Cusance et de Vergy, marchesa di Varambon |                                                              |  |  |       |  |  |                                    |  |  |                                        |  |
|                                                         |                                        | Ottone Enrico del Carretto, marchese di Savona e Grana       | Francesco del Carretto, marchese di Grana                    |  |  |       |  |  |                                    |  |  |                                        |  |
|                                                         |                                        | Ottone Enrico del Carretto, marchese di Savona e Grana       | Francesco del Carretto, marchese di Grana                    |  |  |       |  |  |                                    |  |  |                                        |  |
|                                                         |                                        | Ottone Enrico del Carretto, marchese di Savona e Grana       | Margarethe Fugger                                            |  |  |       |  |  |                                    |  |  |                                        |  |
| Maria Enrietta del Carretto, marchesa di Savona e Grana |                                        | Ottone Enrico del Carretto, marchese di Savona e Grana       |                                                              |  |  |       |  |  |                                    |  |  |                                        |  |
|                                                         |                                        | Maria Theresia zu Herberstein                                | Hans Maximilian, conte di Herberstein                        |  |  |       |  |  |                                    |  |  |                                        |  |
|                                                         |                                        | Maria Theresia zu Herberstein                                | Hans Maximilian, conte di Herberstein                        |  |  |       |  |  |                                    |  |  |                                        |  |
|                                                         |                                        | Maria Theresia zu Herberstein                                | Eleonora Catharina Breunner                                  |  |  |       |  |  |                                    |  |  |                                        |  |
| Marie Victoire d'Arenberg                               |                                        | Maria Theresia zu Herberstein                                |                                                              |  |  |       |  |  |                                    |  |  |                                        |  |
|                                                         | Carlo Pignatelli, III duca di Bisaccia | Francesco Pignatelli, II duca di Bisaccia                    |                                                              |  |  |       |  |  |                                    |  |  |                                        |  |
|                                                         | Carlo Pignatelli, III duca di Bisaccia | Francesco Pignatelli, II duca di Bisaccia                    |                                                              |  |  |       |  |  |                                    |  |  |                                        |  |
|                                                         | Carlo Pignatelli, III duca di Bisaccia | Vittoria di Capua                                            |                                                              |  |  |       |  |  |                                    |  |  |                                        |  |
| Nicola Pignatelli, V duca di Bisaccia                   | Carlo Pignatelli, III duca di Bisaccia |                                                              |                                                              |  |  |       |  |  |                                    |  |  |                                        |  |
|                                                         |                                        | Chiara del Giudice                                           | Nicola del Giudice, principe di Cellamare                    |  |  |       |  |  |                                    |  |  |                                        |  |
|                                                         |                                        | Chiara del Giudice                                           | Nicola del Giudice, principe di Cellamare                    |  |  |       |  |  |                                    |  |  |                                        |  |
|                                                         |                                        | Chiara del Giudice                                           | Ippolita Palagano                                            |  |  |       |  |  |                                    |  |  |                                        |  |
| Maria Francesca Pignatelli, duchessa di Bisaccia        |                                        | Chiara del Giudice                                           |                                                              |  |  |       |  |  |                                    |  |  |                                        |  |
|                                                         |                                        | Philips Lodewijk, IX conte di Egmond                         | Lodewijk, VIII conte di Egmond                               |  |  |       |  |  |                                    |  |  |                                        |  |
|                                                         |                                        | Philips Lodewijk, IX conte di Egmond                         | Lodewijk, VIII conte di Egmond                               |  |  |       |  |  |                                    |  |  |                                        |  |
|                                                         |                                        | Philips Lodewijk, IX conte di Egmond                         | Maria Margaretha, contessa di Berlaymont                     |  |  |       |  |  |                                    |  |  |                                        |  |
| Maria Clara Angelica van Egmond                         |                                        | Philips Lodewijk, IX conte di Egmond                         |                                                              |  |  |       |  |  |                                    |  |  |                                        |  |
|                                                         |                                        | Maria Ferdinanda de Croÿ                                     | Charles Philippe de Croÿ, marchese di Renty                  |  |  |       |  |  |                                    |  |  |                                        |  |
|                                                         |                                        | Maria Ferdinanda de Croÿ                                     | Charles Philippe de Croÿ, marchese di Renty                  |  |  |       |  |  |                                    |  |  |                                        |  |
|                                                         |                                        | Maria Ferdinanda de Croÿ                                     | Marie Claire de Croÿ, I duchessa d'Havré                     |  |  |       |  |  |                                    |  |  |                                        |  |
|                                                         |                                        | Maria Ferdinanda de Croÿ                                     |                                                              |  |  |       |  |  |                                    |  |  |                                        |  |

## Titoli e trattamento
- 26 ottobre 1714 - 7 dicembre 1735 Sua Altezza Serenissima Principessa Maria Vittoria d'Arenberg
- 7 dicembre 1735 – 22 ottobre 1761 Sua Altezza Serenissima Margravina Augusto Giorgio di Baden-Baden
- 22 ottobre 1761 – 21 ottobre 1771 Sua Altezza Serenissima la Margravina di Baden-Baden
- 21 ottobre 1771 – 13 aprile 1793 Sua Altezza Serenissima la Margravina Vedova di Baden-Baden